# Delphinium balcanicum
Delphinium balcanicum är en ranunkelväxtart som beskrevs av Pawl.. Delphinium balcanicum ingår i släktet storriddarsporrar, och familjen ranunkelväxter. Inga underarter finns listade i Catalogue of Life.